# Jimmy Jones
Jimmy Jones   (Keady, 25 de juliol de 1928 - Lurgan, 13 de febrer de 2014) fou un futbolista nord-irlandès de la dècada de 1950.
És el màxim golejador històric de la lliga nord-irlandesa de futbol amb un total de 647 gols. Va ser jugador de Belfast Celtic, Larne, Fulham, Glenavon, Portadown, Bangor i Newry Town.
Fou internacional amb la selecció d'Irlanda del Nord.